# Lunetten op de Houtense Vlakte

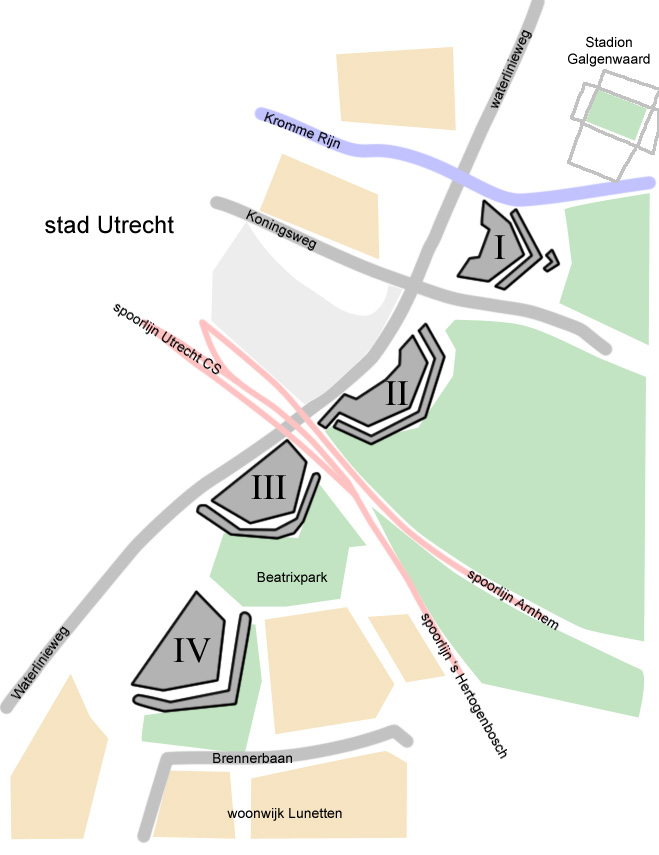
Ligging van de vier Lunetten

De vier Lunetten op de Houtense Vlakte zijn tussen 1819 en 1826 ten zuidoosten van de stad Utrecht aangelegd als onderdeel van de Nieuwe Hollandse Waterlinie.

## Aanleiding
In 1811 viel het besluit de Oude Hollandse Waterlinie naar het oosten te verschuiven waarbij de stad Utrecht binnen de linie zou worden getrokken. Het duurde tot 1816 voordat een begin werd gemaakt met de bouw van de verdedigingswerken voor de Nieuwe Hollandse Waterlinie bij de stad. Omdat de Houtense Vlakte hoger ligt dan de omgeving kon deze niet goed geïnundeerd worden. Daarom werden op deze zwakke plek in de waterlinie vier vrijwel identieke verdedigingswerken, lunetten, dicht bij elkaar gebouwd. De term lunet is afkomstig van het Franse woord lune (maan) en in de plattegrond van een lunet valt dan ook een halve maanvorm te herkennen. Tegelijkertijd werden rondom Utrecht ook Fort aan de Klop, Fort de Gagel, Fort Blauwkapel, Fort de Bilt en Fort Vossegat aangelegd.
Na 1860 nam de ontwikkeling van geschut en explosieven een grote vlucht. Om de stad te kunnen blijven beschermen werden daarom op grotere afstand van Utrecht nieuwe forten gebouwd. De vier lunetten hielden nog tot na de Tweede Wereldoorlog een militaire bestemming. Zo werden de Lunetten I, III en IV in de jaren dertig gemoderniseerd met een mitrailleurkazemat van gewapend beton. En in de jaren vijftig werd op Lunet I een atoombunker gebouwd. Deze bunker deed tijdens de Koude Oorlog dienst als landelijk hoofdkwartier van de organisatie Bescherming Bevolking (BB). Vanaf de jaren vijftig verloren de lunetten hun militaire belang. De lunetten zijn rijksmonument.
De spoorlijnen naar Arnhem en 's-Hertogenbosch werden tussen de Lunetten door aangelegd, zodat ook deze spoorlijn door de vier forten kon worden beheerst.

## Inrichting van een fort

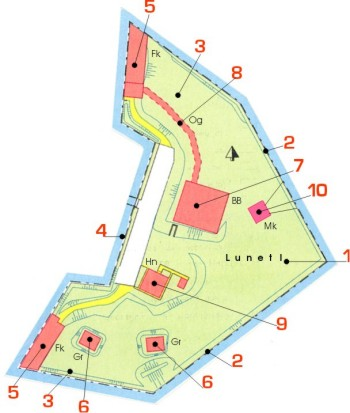
Plattegrond van Fort Lunet I

De vier lunetten zijn vrijwel identiek aan elkaar. De forten zijn voorzien van een punt die op de vijand is gericht ('de saillant') (1). De schuine zijden tot aan de knik zijn de 'facen' (2). De zijden vanaf de knik zijn de 'flanken' (3). Aan de achterzijde ('de keel', (4)) is het verdedigingsbolwerk open. Op de hoeken van de zijde die van de vijand is afgekeerd bevinden zich 'flankkazamatten'(5). Vlak voor het uitbreken van de Tweede Wereldoorlog zijn de groepsschuilplaatsen (6) aangelegd. Deze zijn alleen op Fort Lunet I afgebouwd. Op de forten II en III is met de bouw een aanvang gemaakt, daar bevinden zich niet-voltooide schuilplaatsen. Ten tijde van de Koude Oorlog is op Fort Lunet I een atoombombestendige bunker gebouwd (7). (8) is een ondergrondse doorgang, (9) een houten noodgebouw. In 1935 werden de lunetten I, III en IV uitgerust met een mitrailleurkazemat (10).

## Huidig gebruik
De vier Lunetten op de Houtense Vlakte worden beheerd door de Gemeente Utrecht. Lunet III en IV maken deel uit van het Beatrixpark in het noordwesten van de wijk Lunetten.
In Fort Lunet I is nu het "Fort van de Democratie" gehuisvest, een initiatief van de Stichting Vredeseducatie in samenwerking met de gemeente Utrecht. De atoombunker is nog intact. Lunet I wordt ook gebruikt door de naschoolse opvang Ludens ('t Fort). Fort Lunet II wordt sinds 2010 tijdelijk gebruikt door Monumentenwacht Utrecht. Fort Lunet III wordt bewoond en gebruikt door de scoutinggroep Salwega en de naschoolse opvang Ludens. Fort Lunet IV zal gerestaureerd worden. Het plan is om hier een zorgboerderij te vestigen.
Het Waterliniepad loopt langs deze werken.

## Beschermd als rijksmonument
De vier lunetten kennen een beschermde status als rijksmonument. Om precies te zijn, zijn er totaal 23 onderdelen die een inschrijving in het rijksmonumentenregister hebben: respectievelijk 5, 4, 7 en 5 onderdelen op de lunetten I t/m IV, plus twee bruggen nabij de lunetten III en IV. Deze, plus nog eens 2 onderdelen van het inundatiekanaal direct ten zuiden van de Lunetten dat tevens onderdeel is van Nieuwe Hollandse Waterlinie en die eveneens rijksmonument zijn, zijn te vinden in de Lijst van rijksmonumenten Lunetten op de Houtense Vlakte.

## Afbeeldingen

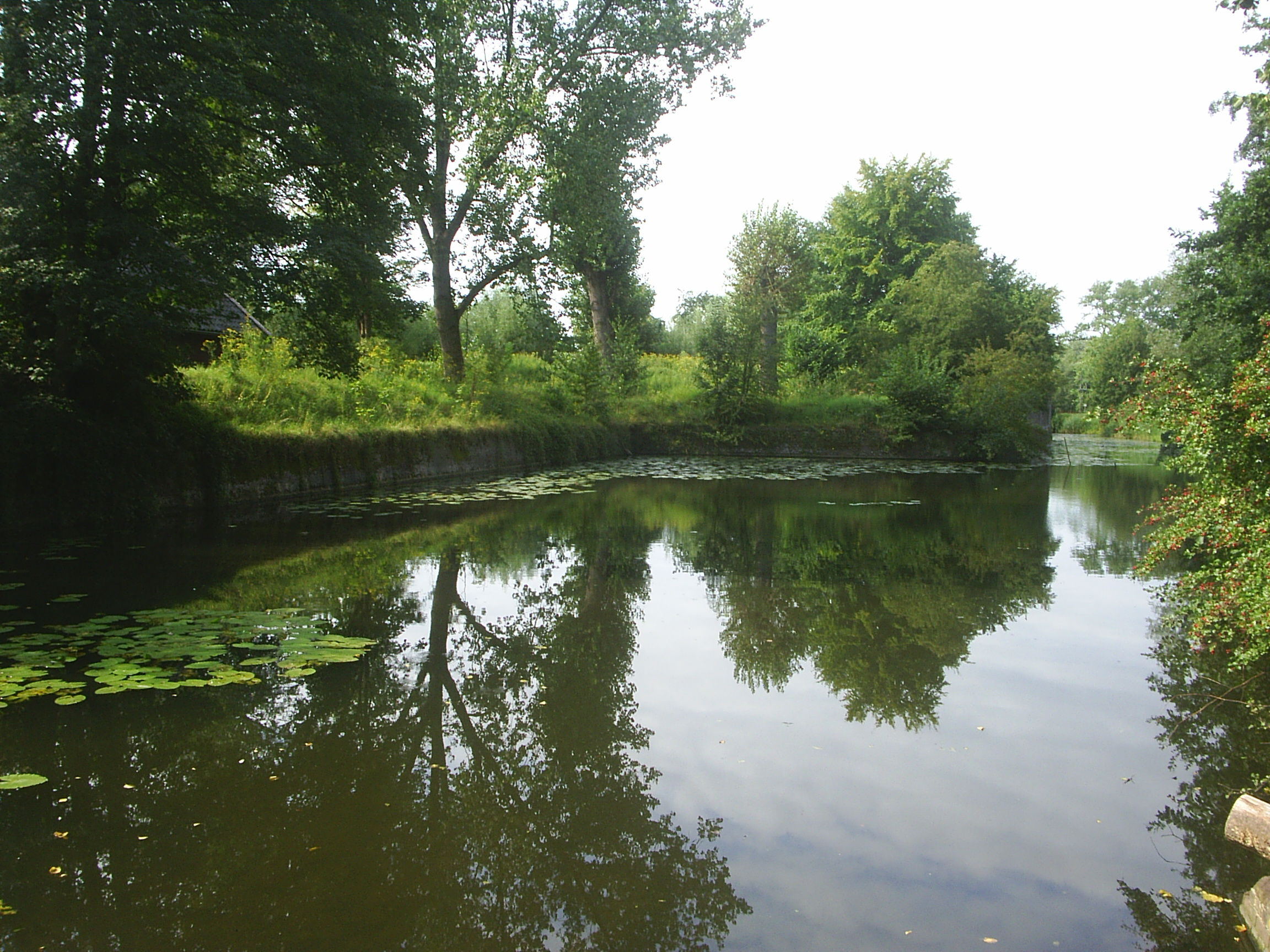
Fort Lunet II, gezien vanaf de (later aangelegde) fortbrug
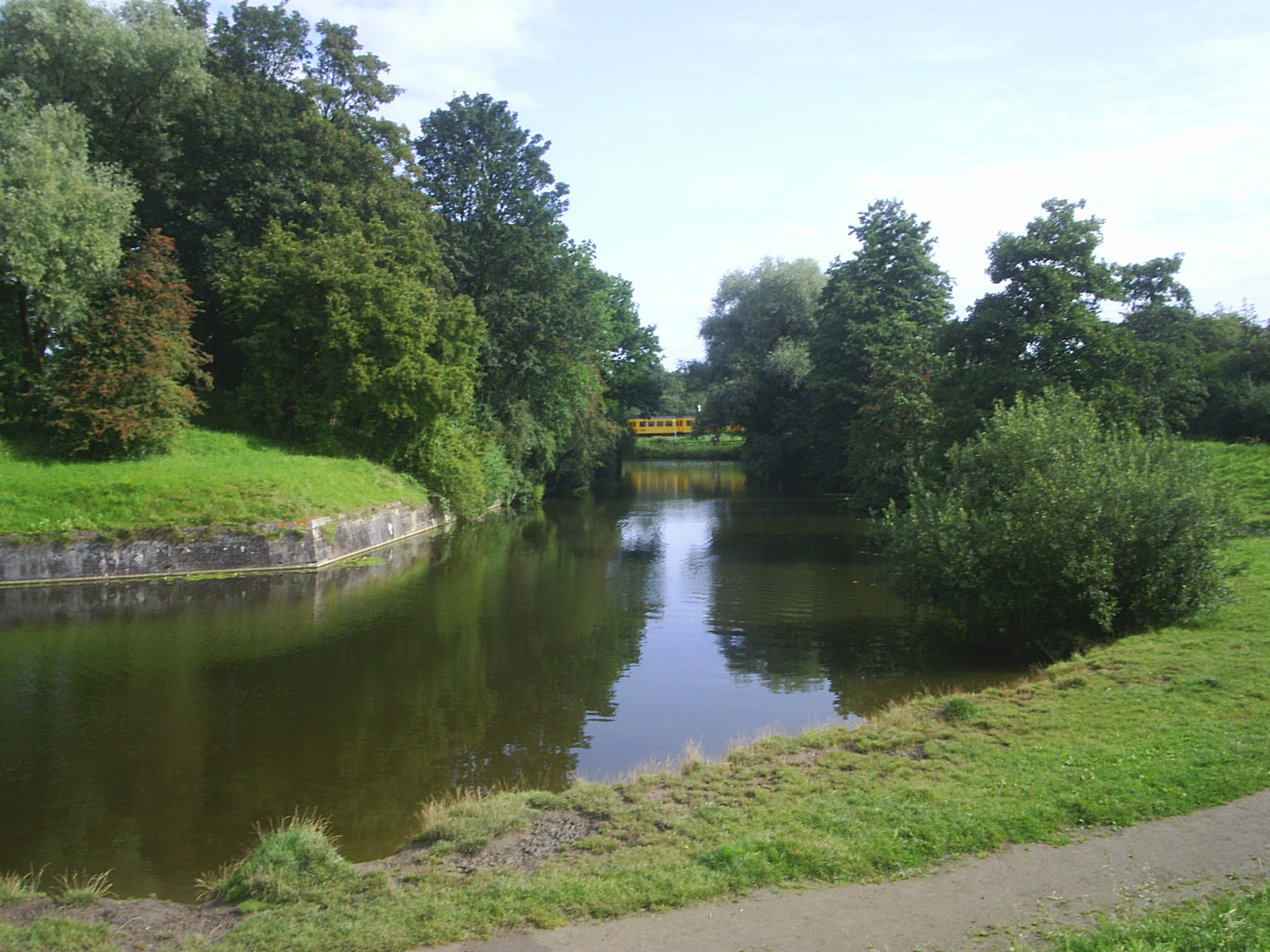
Frontzijde Fort Lunet III bij het Beatrixpark
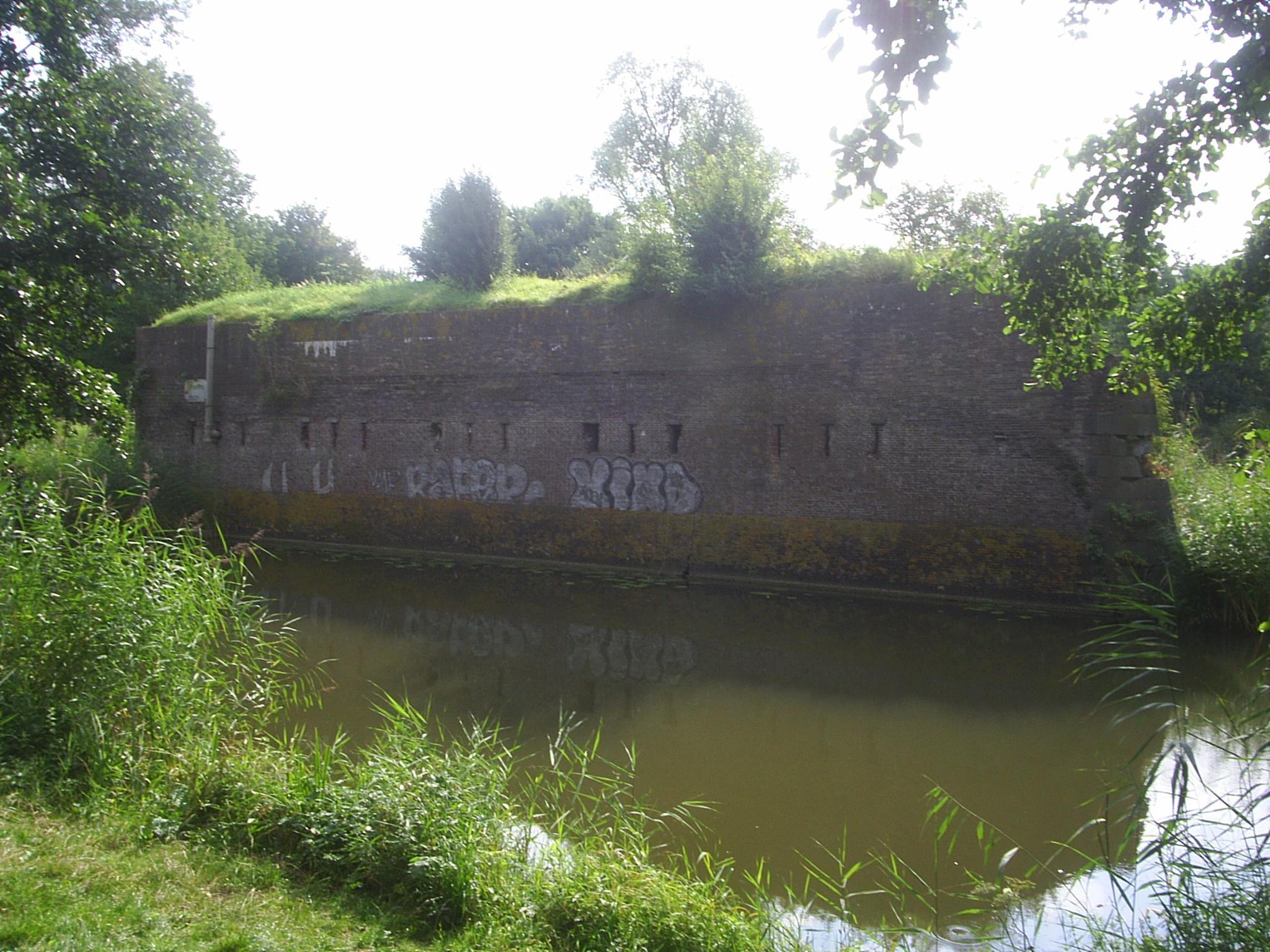
De flankkazematten op Fort Lunet IV